# Zanobi Machiavelli
Zanobi Machiavelli, znany też jako Zanobi di Jacopo Machiavelli (ur. ok. 1418, zm. 1479 w Pizie) – włoski malarz i iluminator wczesnego renesansu, quattrocento.

## Biografia
Giorgio Vasari, w drugim wydaniu z  1568, swojego dzieła Żywoty najsławniejszych malarzy, rzeźbiarzy i architektów twierdzi, że Machiavelli był uczniem Benozzo Gozzoli. Jest to mało prawdopodobne, ponieważ Zanobi był starszy. Niewątpliwie jednak widoczny jest wpływ Gozzoli na jego malarstwo, szczególnie w późnym okresie.
Data urodzenia Machiavellego obliczana jest na podstawie deklaracji podatkowej z 1457, w której podał, że ma 39 lat. Ani w tej, ani w kolejnej z 1469, nie wspomina o swoim zawodzie. Prawdopodobnie szkolił się we Florencji u Filippo Lippi i Pesellino, dlatego bywa często mylony z Zanobi di Migliore, z którym współpracował Pesellino. 

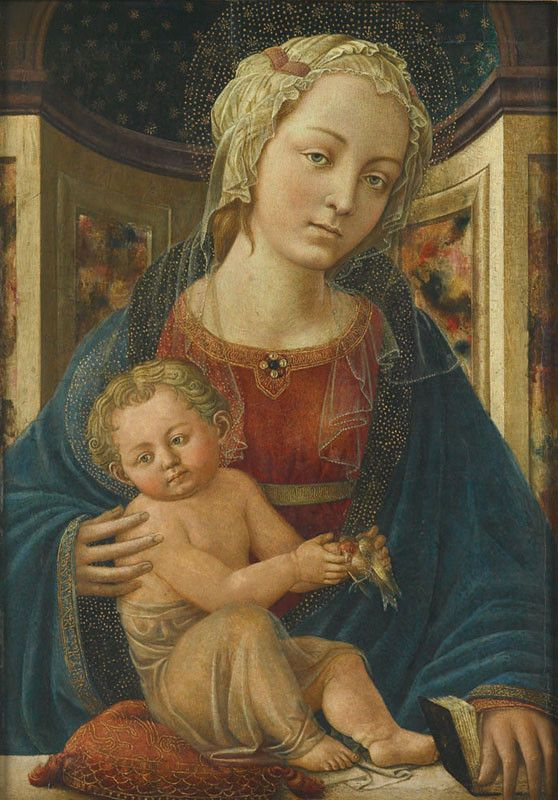
Zanobi Machiavelli, Madonna z Dzieckiem

W 1464 pracował w opactwie w Fiesole, miasteczku oddalonym 8 km od Florencji. W latach 1475–6 mieszkał w Pizie. Tam też zmarł w 1479.

## Styl
Zanobi Machiavelli specjalizował się w obrazach o tematyce religijnej. We wczesnym stylu widać wyraźny wpływ Filippo Lippi, szczególnie  w przedstawieniu twarzy i mimiki oraz spiczastych, wydłużonych palcach Madonny. Twarz kobiety cechuje się pięknym, pełnym wdzięku obliczem. Jednym z najważniejszych dzieł, z tego okresu jest Madonna z Dzieckiem (ok. 1440-1450), do którego pozowała mu prawdopodobnie Lukrecja Buti, modelka Lippiego. Według historyka sztuki renesansu Bernarda Berensona jest to najlepsze dzieło w całym dorobku Machiavellego. 
W schyłkowym okresie malarstwa widać bardziej wpływ Pesellino i Benozzo Gozzoli. Ukoronowanie Najświętszej Maryi Panny z ok. 1474 prezentuje przeładowany układ postaci, jaskrawe kolory i wyszukaną linię udrapowania szat. Niektóre postacie cechują się dziwną brzydotą twarzy i kulistymi oczami, co z kolei odzwierciedla tendencje przejawiane przez sztukę florencką ok. 1470-1480.  

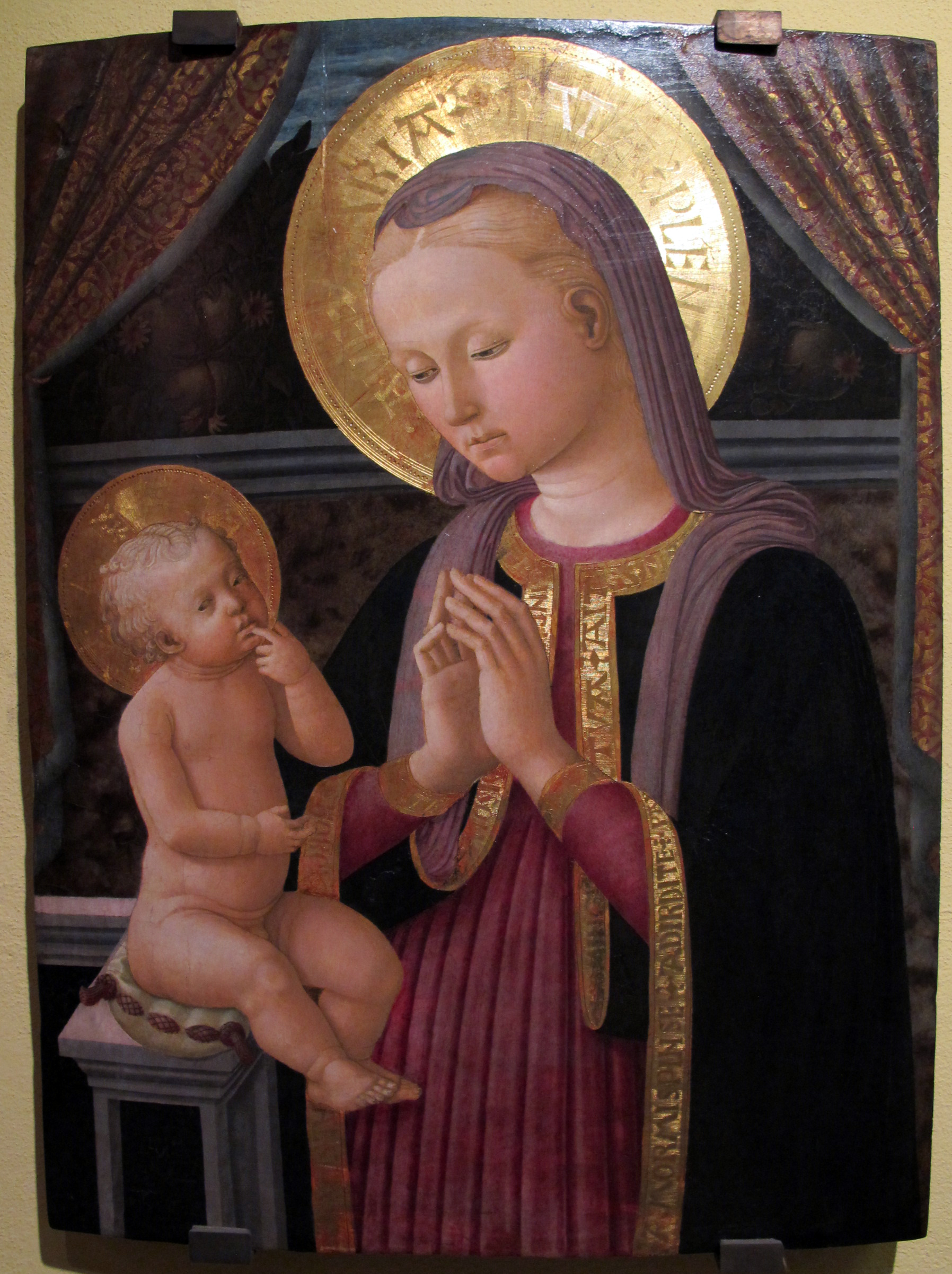
Zanobi Machiavelli, Madonna adorująca Dzieciątko

## Związek z literaturą
Machiavelli był nie tylko utalentowanym malarzem, ale też znawcą literaty. Dzieła jego charakteryzują się humanistyczną kulturą, która pozwoliła mu włączać do  obrazów, typowo religijnych, teksty świeckie. Na obrazie Madonna adorująca Dzieciątko, znajdującym się w Museo Civico w Fucecchio, szczególną uwagę przykuwa złota lamówka biegnąca wzdłuż płaszcza Madonny.  Widoczny jest na niej napis: VERGINE [...] DI SOL VES[...] CHORON[...] AL SOMO S[...] AMOR MI SPINSE A DIR DI TE PAR[...] CHOMINCI[...] TUA AITA. Część tekstu ukryta jest przez fałdy płaszcza, jednak w widoczne fragmenty są wystarczające, aby rozpoznać w nich wersy Petrarki. Pochodzą one z ostatniego, 366 utworu umieszczonego w zbiorze Canzoniere, znanego powszechnie jako Sonety do Laury. Jest to wiersz w całości poświęcony Madonnie. Te same wersy umieszczone są, także na krawędzi płaszcza, na obrazie Madonna z Dzieciątkiem i Aniołami, który znajduje się w Galerii Pallavicini Rospigliosi, w Rzymie.

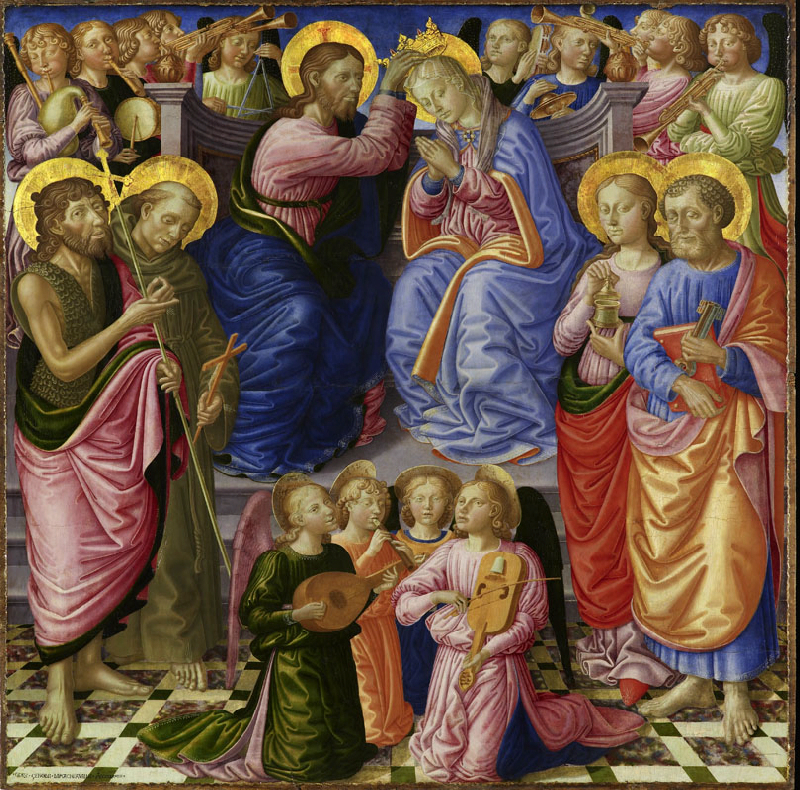
Zanobi Machiavelli, Ukoronowanie Najświętszej Maryi Panny

Z kolei na innym obrazie, Madonna z Dzieckiem i dwoma Aniołami, z ok. 1460-1470, który obecnie znajduje się w Yale University Art Gallery, w New Haven, złocona krawędź płaszcza zawiera cytat z Boskiej komedii, Pieśni XXXIII Raju Dantego Alighieri. Umieszczanie tego typu cytatów nie było typowym zjawiskiem dla stylu współczesnych mu malarzy.

## Dzieła
- Madonna z Dzieckiem (wł. la Madonna col bambino) – ok. 1440-1450, Dunedin Public Art Gallery, Nowa Zelandia[6]
- Madonna adorująca Dzieciątko (wł. Madonna in adorazione del Bambino) - ok. 1460-1470, Museo Civico w Fucecchio
- Madonna z Dzieciątkiem i Aniołami (wł. Madonna con Bambino e angeli) – ok. 1460-1470, Galeria Pallavicini Rospigliosi, Rzym
- Madonna z Dzieciątkiem i dwoma Aniołami (wł. La Vergine col Bambino e due Angeli) – ok. 1460-1470, Yale University Art Gallery, New Haven[9]
- Madonna na tronie ze świętymi Sebastianem, Andrzejem, Bernardem, Pawłem, Laurentym i Augustynem – ok. 1460, Museum of Fine Arts w Bostonie[10]
- Święty Jakub – ok. 1463, Gemäldegalerie
- Madonna z Dzieciątkiem i Świętymi Antonim z Padwy, Sylwestrem, Ranieri, Franciszkiem (wł. Madonna con Bambino tra sant'Antonio da Padova, san Silvestro, san Ranieri e san Francesco d'Assisi ) -  ok. 1473, 154 × 177, Museo Nazionale di S. Matteo w Pizie[11]
- Ukoronowanie Najświętszej Maryi Panny –1474, Musée des Beaux-Arts w Dijon[7]

### Części ołtarza

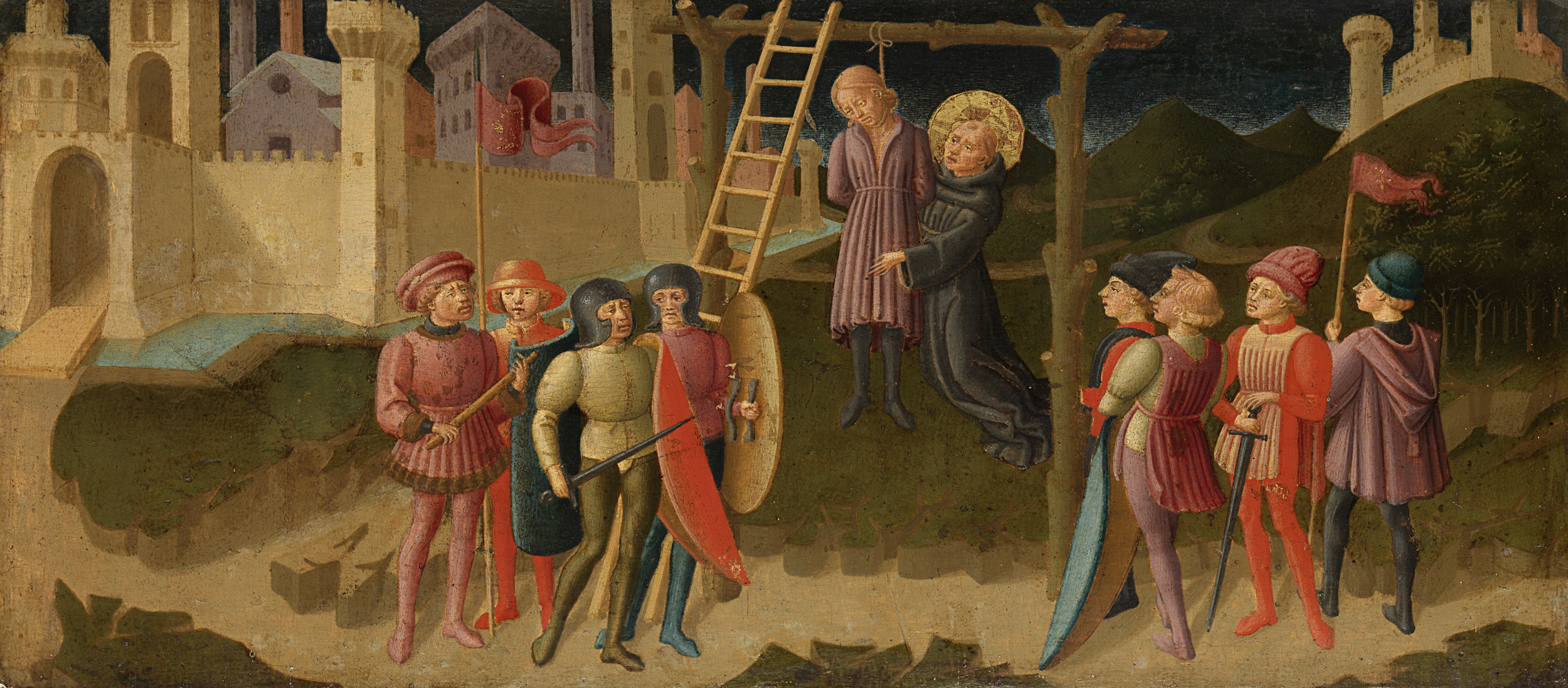
Zanobi Machiavelli, Święty Mikołaj ratuje wisielca

- Święty Mikołaj ratuje wisielca – część ołtarza  datowana na ok. 1470. Obecnie predella znajduje się w Rijksmuseum, w Amsterdamie[12]

Panele stanowiące części ołtarza z ok. 1470. Obecnie znajdują się w National Gallery w Londynie:  
- Święty Jan Chrzciciel i Święty Jan Ewangelista[13]
- Święty Bartłomiej i Święta Monika (wł. San Bartolomeo e Santa Monica)[14]
- Święty Marek i Święty Augustyn (wł. San Marco e San Agostino)[15]
- Święty Biskup i Święty Mikołaj z Tolentino (wł. Un Vescovo Santo e San Nicola da Tolentino)[16]
- Matka Boża z Dzieciątkiem (wł. La Vergine e il Bambino)[17]

### Obrazy o podważanej atrybucji
- Dziewica z Dzieciątkiem na tle róż – ok. 1469, Muzeum des Beaux-Arts w Dijon, we Francji[18]. Według inwentarza z 1898 obraz występował pod tytułem Siedząca Dziewica trzymająca Dzieciątko. Jego autorem jest Francesco di Stefano Pesellino. W 1954 roku Bernard Berenson, historyk sztuki specjalizujący się w epoce renesansu, atrybucję przypisał Zanobiemu Machiavelliemu[19]